# Baka (farao)
Baka was de vijfde koning (farao) van de 4e dynastie. De farao is ook wel bekend onder de namen Bicheris en Bikare. De naam betekent: "de ziel van ka".

## Biografie
Baka was een zoon van farao Chefren en diens vrouw Chentetenka. Hij volgde zijn vader Chefren op, maar regeerde slechts 7 jaar, waardoor zijn piramide niet werd voltooid. Er zijn weinig sporen van zijn regeerperiode gevonden: een beeld bij Abu Rawash en graffiti in zijn piramide.

## Bouwwerken
- Piramide van Baka in Zawijet el-Aryan.

## Bron
- Www.narmer.pl/indexen[dode link]